# Lâm Hải Phong (kì thủ cờ vây)
Rin Kaihō hoặc Lâm Hải Phong (tiếng Trung: 林海峰; bính âm: Lín Hǎifēng; sinh ngày 6 tháng 5 năm 1942) là một kì thủ cờ vây gốc Trung Quốc có tên tuổi ở Nhật Bản. Ông cùng với Cho Chikun, Kobayashi Kōichi, Ōtake Hideo, Takemiya Masaki và Katō Masao được coi là một trong sáu kì thủ 'Lục cường' thống trị giới cờ vây của Nhật Bản trong ba thập niên cuối của thế kỷ XX.

## Tiểu sử
Rin Kaiho sinh ra ở Thượng Hải, Trung Quốc. Ông là một môn sinh của Go Seigen khi cờ vây mang ông tới Nhật Bản năm 1952. Ông là một kì thủ đầy hứa hẹn, đã giành danh hiệu đầu tiên, Meijin, ở tuổi 23. Rin bắt đầu nổi tiếng từ năm 1965, khi ông thách đấu với Sakata Eio cho danh hiệu Meijin của Sakata. Rin, vào thời điểm đó, mới chỉ 23 tuổi và các nhà phê bình nghĩ rằng ông sẽ không có cơ hội chống lại một Sakata mạnh mẽ. Bản thân Sakata cũng từng nói, rằng không kì thủ nào dưới 30 tuổi nên thi đấu giành danh hiệu Meijin. Tuy nhiên, Rin đã thi đấu một trận đấu thành công và giành được danh hiệu Meijin. Rin sẽ tiếp tục chiến thắng Meijin trong những dịp khác nhau, cùng với Honinbo, vào cuối những năm 1960 và đầu những năm 1970. Số lượng danh hiệu của ông hiện tại là 34, xếp thứ 8 trong số những người đoạt nhiều danh hiệu nhất, chia sẻ thứ hạng với Yoda Norimoto. Rin gần đây gần như không có duyên với các danh hiệu, lần cuối cùng ông thách đấu với một kì thủ đã là năm 2001, cho danh hiệu Meijin. Rin là kì thủ đầu tiên trong lịch sử của Nihon Ki-in đạt tới con số 1.300 trận thắng trong sự nghiệp, trước đó ông cũng đã đứng trong hàng ngũ những người đạt được 1.200 chiến thắng trong sự nghiệp. Ông đã thắng trong trận đấu với Anzai Nobuaki vào ngày 19 tháng 10 năm 2006 trong một trận đấu sơ bộ cho danh hiệu Kisei lần thứ 32. Rin hiện đang sống tại Tokyo, Nhật Bản, nhưng vẫn là một công dân của Trung Quốc.

## Thành tích thứ hạng chuyên nghiệp
| Hạng  | Năm  | Chú thích |
| ----- | ---- | --------- |
| 1 dan | 1955 |           |
| 2 dan | 1955 |           |
| 3 dan | 1957 |           |
| 4 dan | 1958 |           |
| 5 dan | 1959 |           |
| 6 dan | 1960 |           |
| 7 dan | 1962 |           |
| 8 dan | 1965 |           |
| 9 dan | 1967 |           |

## Các chiến thắng và các lần về nhì
Ông đứng #8 trong số những người giành nhiều danh hiệu nhất ở Nhật Bản.
| Quốc nội                  | Quốc nội                             | Quốc nội                                           |
| Danh hiệu                 | Chiến thắng                          | Về nhì                                             |
| ------------------------- | ------------------------------------ | -------------------------------------------------- |
| Kisei                     |                                      | 3 (1980, 1982, 1984)                               |
| Meijin                    | 8 (1965–1967, 1969, 1971–1973, 1977) | 8 (1968, 1970, 1974, 1978, 1987, 1991, 1994, 2001) |
| Honinbo                   | 5 (1968–1970, 1983-1984)             | 6 (1967, 1971-1972, 1974, 1979, 1985)              |
| Tengen                    | 5 (1989–1993)                        | 2 (1994, 1996)                                     |
| Oza                       | 1 (1973)                             | 3 (1966, 1974, 1986)                               |
| Judan                     | 1 (1975)                             | 3 (1976, 1978, 1989)                               |
| Gosei                     | 1 (1994)                             | 2 (1993, 1995)                                     |
| Ryusei                    |                                      | 1 (1994)                                           |
| NHK Cup                   | 3 (1970, 1974, 1978)                 | 1 (1987)                                           |
| NEC Cup                   | 1 (1989)                             | 2 (1986, 1995)                                     |
| Nihon Ki-in Championship  |                                      | 1 (1967)                                           |
| Kakusei                   | 3 (1979, 1992, 1998)                 |                                                    |
| Hayago Championship       | 3 (1975, 1984, 1987)                 | 2 (1990, 1995)                                     |
| Asashi Pro Best Ten       | 3 (1966, 1973-1974)                  | 1 (1969)                                           |
| Tổng cộng                 | 34                                   | 34                                                 |
| Châu lục                  |                                      |                                                    |
| Thiên nguyên Trung-Nhật   | 2 (1990-1991)                        | 3 (1992–1994)                                      |
| Tổng cộng                 | 2                                    | 3                                                  |
| Quốc tế                   |                                      |                                                    |
| Fujitsu Cup               | 1 (1990)                             | 2 (1988-1989)                                      |
| Tong Yang Cup             |                                      | 1 (1992)                                           |
| Tổng cộng                 | 1                                    | 3                                                  |
| Tổng cộng trong sự nghiệp |                                      |                                                    |
| Tổng cộng                 | 37                                   | 40                                                 |

## Các chi tiết khác
- Rin là một Tengen danh dự.
- Ông cần chiến thắng giải Kisei để hoàn thành đủ 7 danh hiệu chính của cờ vây Nhật Bản.
- Năm 1968, ông trở thành người thứ hai giữ danh hiệu Meijin và Honinbo cùng một lúc.
- Bắt đầu từ năm 1964, Rin đã gia nhập giải đấu Meijin và vẫn thi đấu trong giải đấu trong 39 năm liên tiếp (bao gồm cả việc giữ danh hiệu Meijin), đây là một kỷ lục của tất cả các giải thi đấu cờ vây tại Nhật Bản.
- Trong năm 2007, Lee Chang Ho đã đề cập đến giới truyền thông rằng Rin là kì thủ được yêu thích nhất của anh bởi nhân cách đáng kính của ông.
- Các học trò của ông là Cho U, Rin Kanketsu, và Rin Shien.